# Jugoslavia ai XIII Giochi olimpici invernali
La Jugoslavia partecipò ai XIII Giochi olimpici invernali, svoltisi a Lake Placid, Stati Uniti, dal 14 al 23 febbraio 1980, con una delegazione di 15 atleti impegnati in cinque discipline.